# Leichtathletik-Weltmeisterschaften 2013/10.000 m der Männer

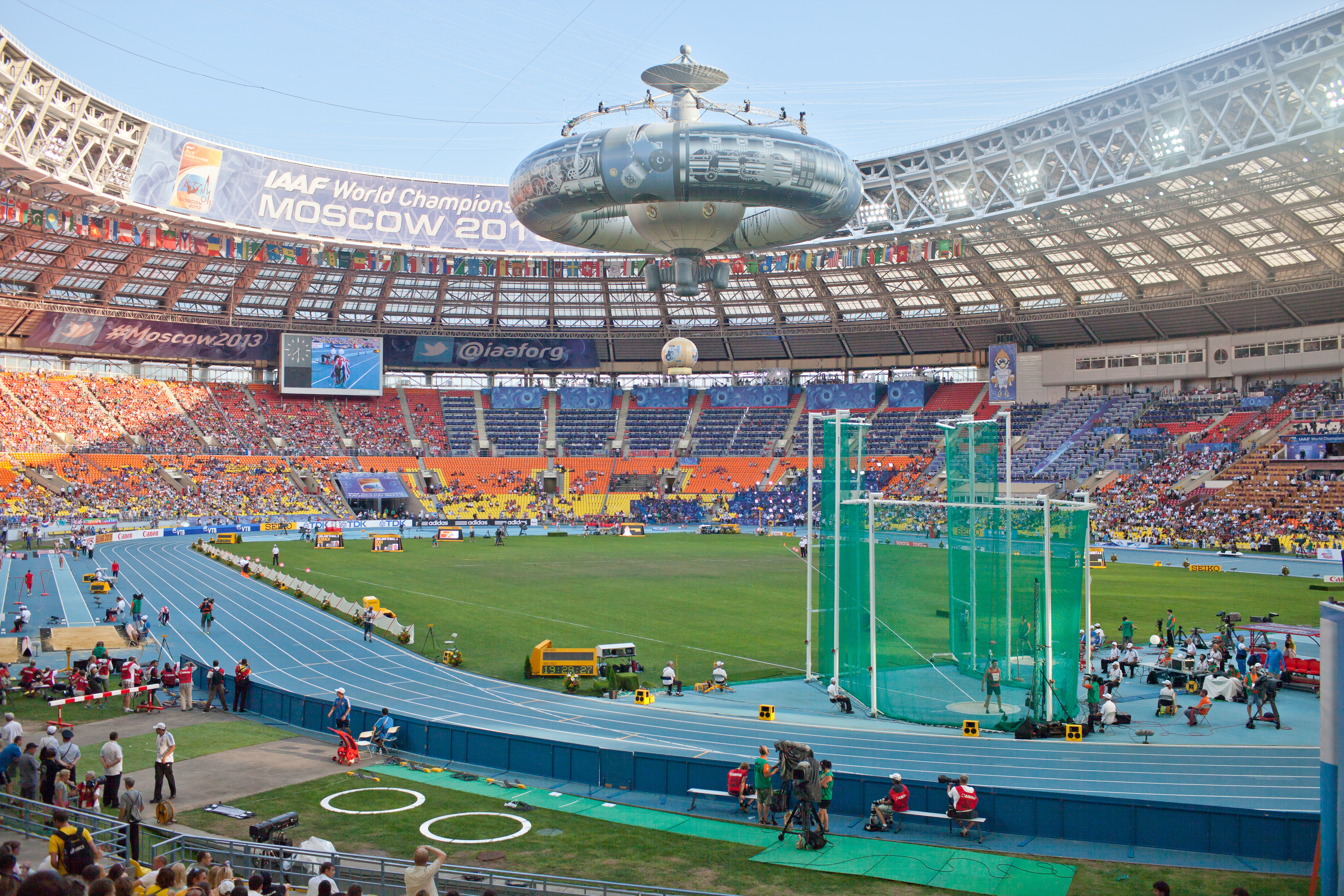
Das Olympiastadion Luschniki während der Weltmeisterschaften

Der 10.000-Meter-Lauf der Männer bei den Leichtathletik-Weltmeisterschaften 2013 wurde am 10. August 2013 im Olympiastadion Luschniki der russischen Hauptstadt Moskau ausgetragen.
Weltmeister wurde der aktuelle Olympiasieger, Vizeweltmeister von 2011 und Europameister von 2010 Mo Farah aus Großbritannien. Zuvor hatte er außerdem über 5000 Meter 2012 Olympiagold, 2011 WM-Gold, 2010 und 2012 jeweils EM-Gold und 2006 EM-Silber gewonnen. Auch hier in Moskau entschied er sechs Tage später das Rennen über 5000 Meter für sich.

Rang zwei belegte der äthiopische Titelverteidiger und Vizeafrikameister von 2008 Ibrahim Jeilan.

Bronze ging an den Kenianer Paul Kipngetich Tanui.

## Bestehende Rekorde
| Weltrekord               | 26:17,53 min | Kenenisa Bekele | Brüssel, Belgien               | 26. August 2005 |
| Weltmeisterschaftsrekord | 26:46,31 min | Kenenisa Bekele | WM 2009 in Berlin, Deutschland | 17. August 2009 |

Der bestehende WM-Rekord wurde bei diesen Weltmeisterschaften nicht eingestellt und nicht verbessert.

## Durchführung
Wie bei den Weltmeisterschaften schon seit vielen Jahren üblich, wurden keine Vorläufe in diesem Wettbewerb angesetzt, alle 32 Läufer traten gemeinsam zum Finale an.

## Ergebnis

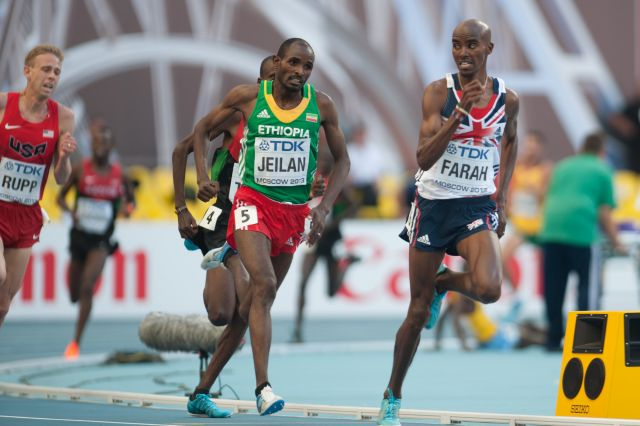
Im Finale führt Mo Farah ausgangs der Zielkurve vor Ibrahim Jeilan (grünes Trikot), ganz links: Galen Rupp

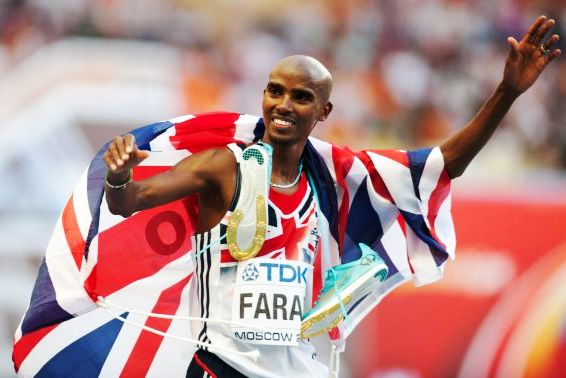
Mo Farah – nun auch Weltmeister über 10.000 Meter

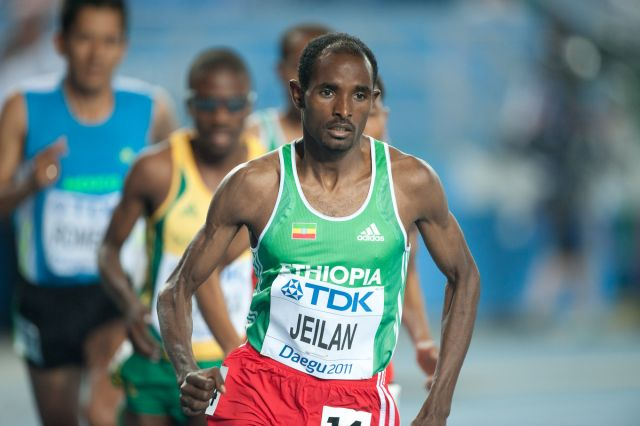
Für Titelverteidiger Ibrahim Jeilan gab es Silber

10. August 2013, 18:55 Uhr Ortszeit (15:55 Uhr MESZ)
| Platz | Athlet                | Land           | Zeit (min)  |
| ----- | --------------------- | -------------- | ----------- |
|       | Mo Farah              | Großbritannien | 27:21,71 SB |
|       | Ibrahim Jeilan        | Äthiopien      | 27:22,23 SB |
|       | Paul Kipngetich Tanui | Kenia          | 27:22,61    |
| 04    | Galen Rupp            | USA            | 27:24,39 SB |
| 05    | Abera Kuma            | Äthiopien      | 27:25,27    |
| 06    | Bedan Karoki          | Kenia          | 27:27,17    |
| 07    | Kenneth Kipkemoi      | Kenia          | 27:28,50 SB |
| 08    | Nguse Amlosom         | Eritrea        | 27:29,21 SB |
| 09    | Mohammed Ahmed        | Kanada         | 27:35,76 SB |
| 10    | Dathan Ritzenhein     | USA            | 27:37,90 SB |
| 11    | Thomas Ayeko          | Uganda         | 27:40,96 PB |
| 12    | Imane Merga           | Äthiopien      | 27:42,02    |
| 13    | Moses Ndiema Kipsiro  | Uganda         | 27:44,53 SB |
| 14    | Cameron Levins        | Kanada         | 27:47,89 SB |
| 15    | Tsuyoshi Ugachi       | Japan          | 27:50,79 SB |
| 16    | Dejen Gebremeskel     | Äthiopien      | 27:51,88    |
| 17    | Goitom Kifle          | Eritrea        | 27:56,38    |
| 18    | Chris Derrick         | USA            | 28:04,54 SB |
| 19    | Daniele Meucci        | Italien        | 28:06,74 SB |
| 20    | Stephen Mokoka        | Südafrika      | 28:11,61    |
| 21    | Suguru Ōsako          | Japan          | 28:19,50    |
| 22    | Timothy Toroitich     | Uganda         | 28:33,61    |
| 23    | Bashir Abdi           | Belgien        | 28:41,69    |
| 24    | Collis Birmingham     | Australien     | 28:44,82 SB |
| 25    | Jewgeni Rybakow       | Russland       | 28:47,49    |
| DNF   | Jake Robertson        | Neuseeland     |             |
| DNF   | Polat Kemboi Arıkan   | Türkei         |             |
| DNF   | Juan Luis Barrios     | Mexiko         |             |
| DNF   | Alemu Bekele          | Bahrain        |             |
| DNF   | Teklemariam Medhin    | Eritrea        |             |
| DNF   | Yūki Satō             | Japan          |             |
| DNF   | Robert Kajuga         | Ruanda         |             |
| DNS   | Ben St. Lawrence      | Australien     |             |
| DNS   | Ali Hasan Mahboob     | Bahrain        |             |
| DNS   | Mukhlid al-Otaibi     | Saudi-Arabien  |             |

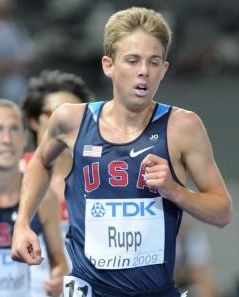
Der Olympiazweite von 2012 Galen Rupp belegte Rang vier
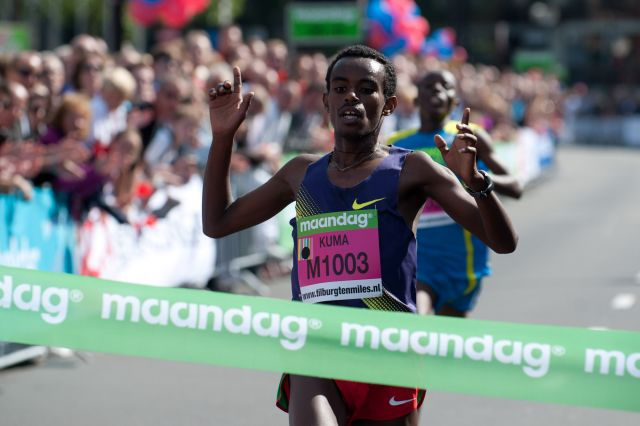
Abera Kuma kam auf den fünften Platz
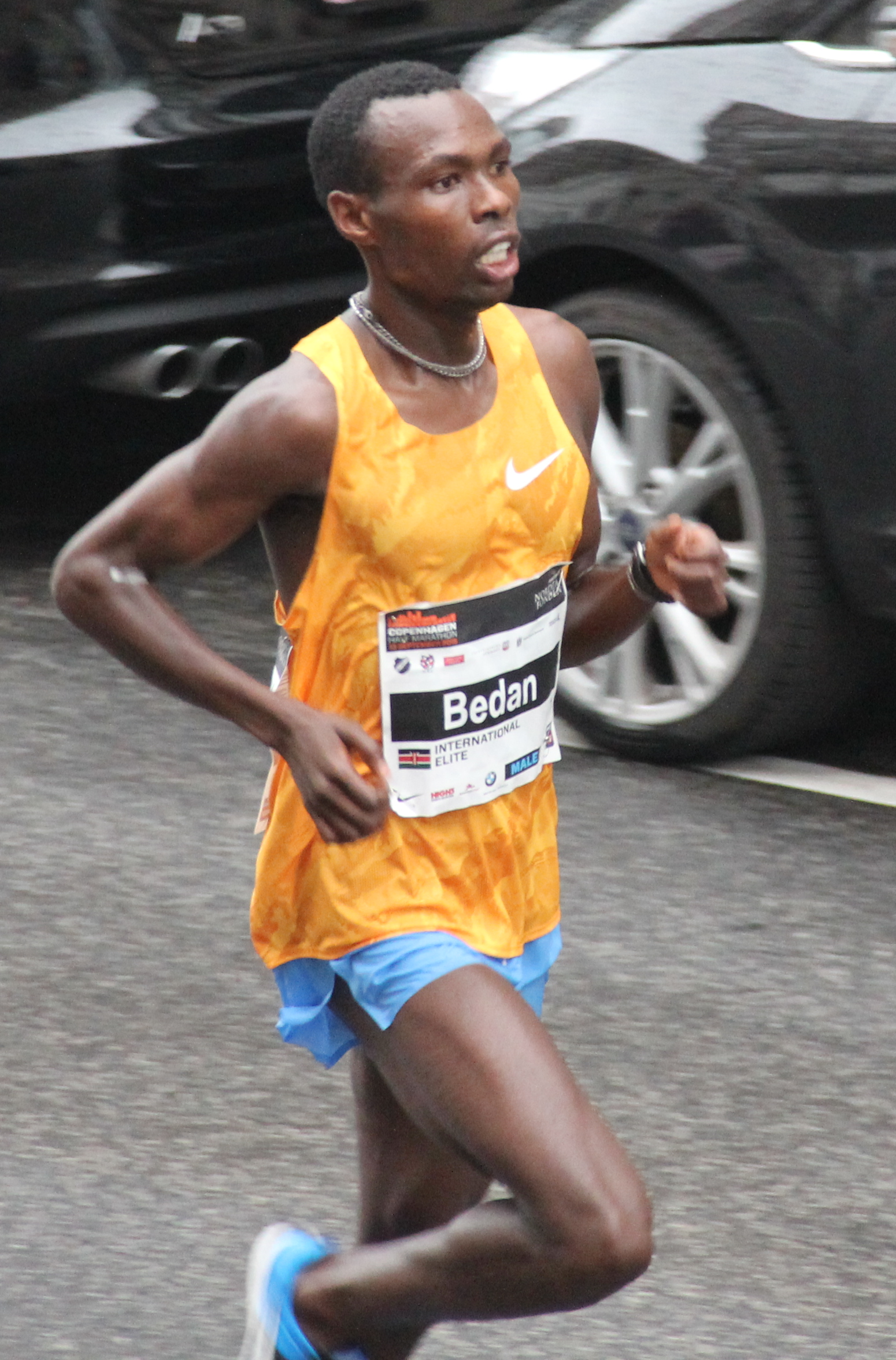
Bedan Karoki erreichte Platz sechs

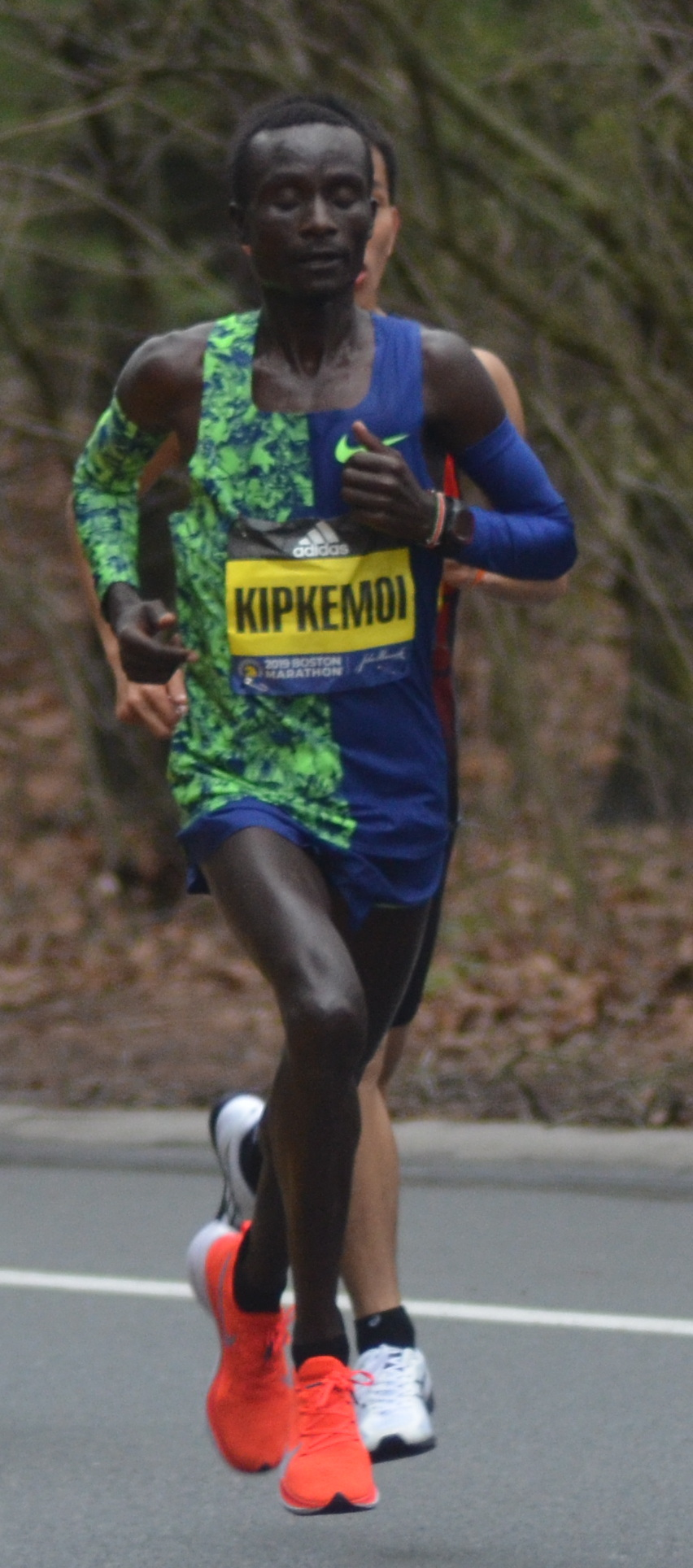
Rang sieben für Kenneth Kipkemoi
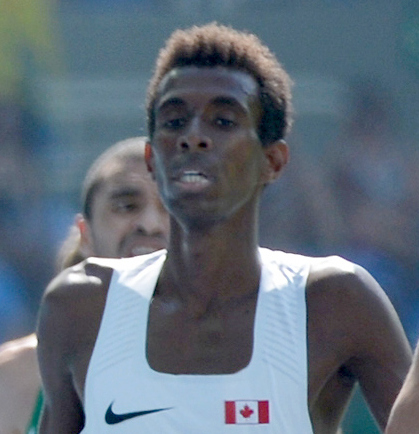
Der neuntplatzierte Mohammed Ahmed
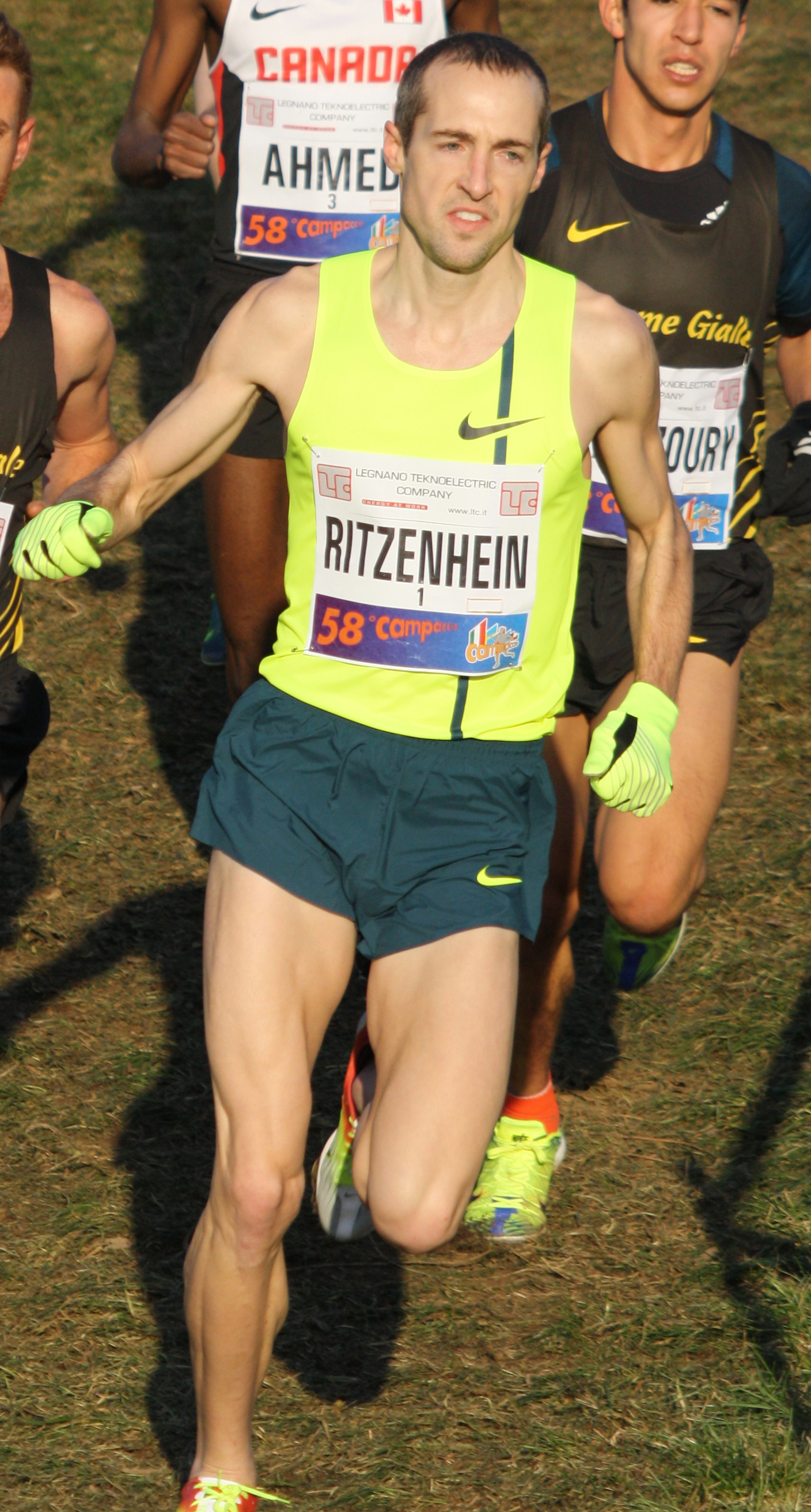
Dathan Ritzenhein wurde Zehnter
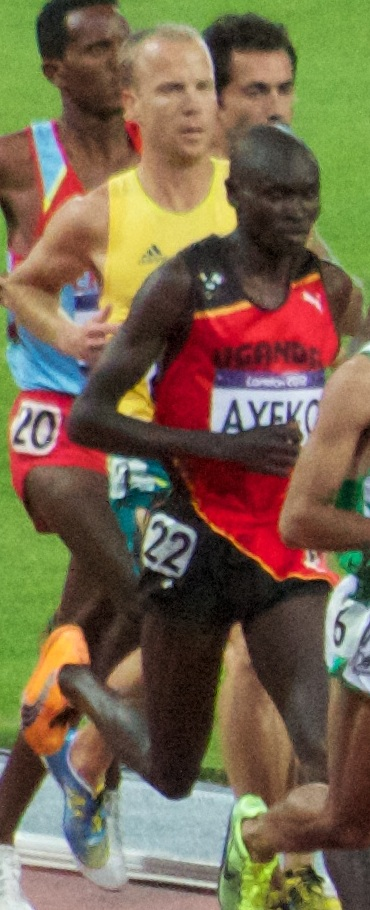
Thomas Ayeko – Rang elf
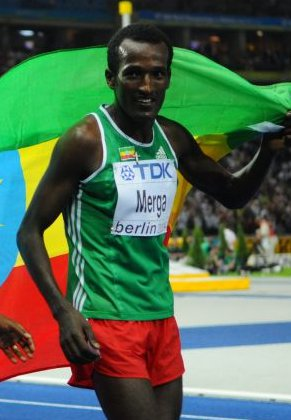
Imane Merga, 2011 WM-Dritter blieb hier als Zwölfter medaillenlos
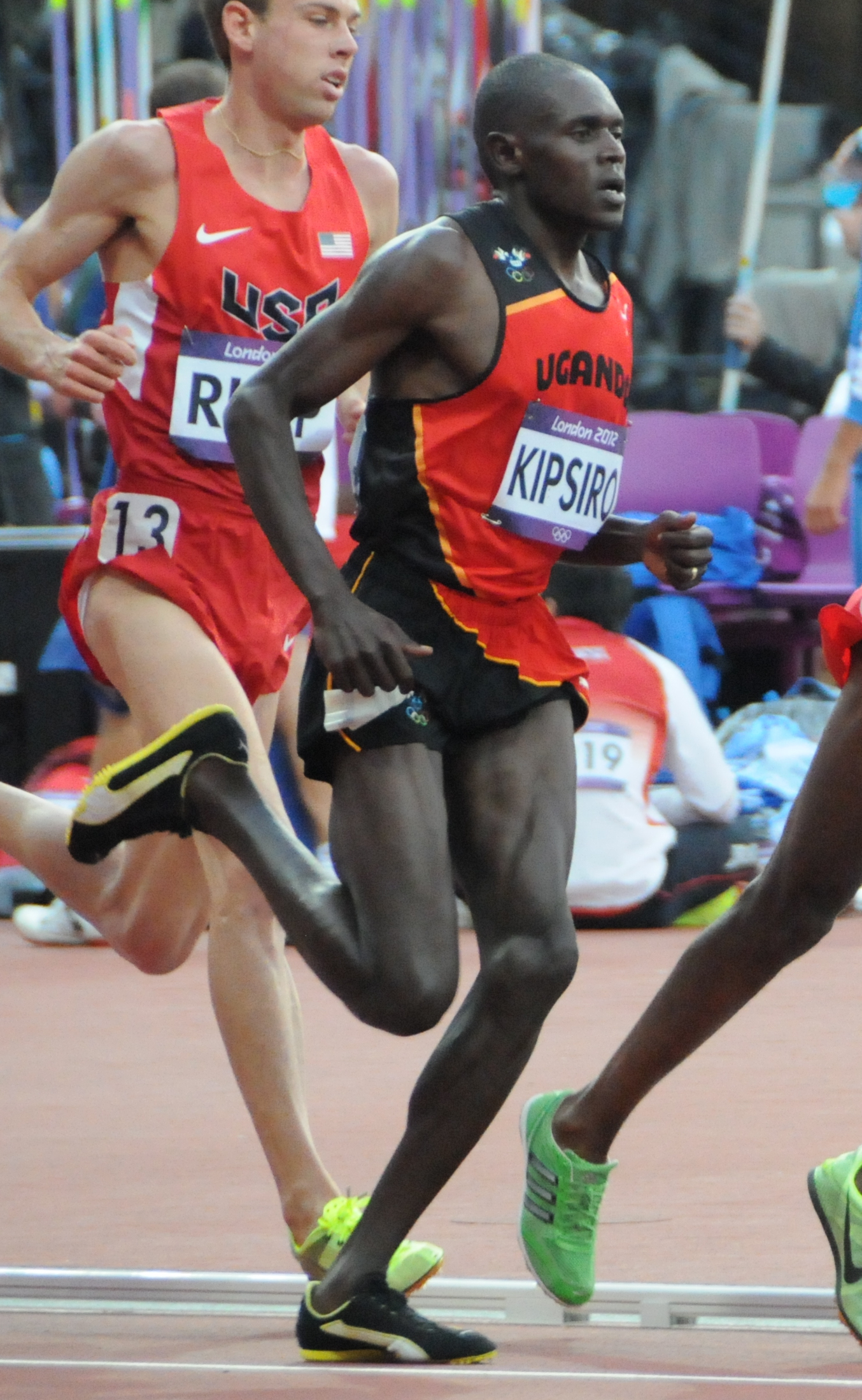
Moses Ndiema Kipsiro, 2007 WM-Dritter über 5000 Meter – Rang dreizehn
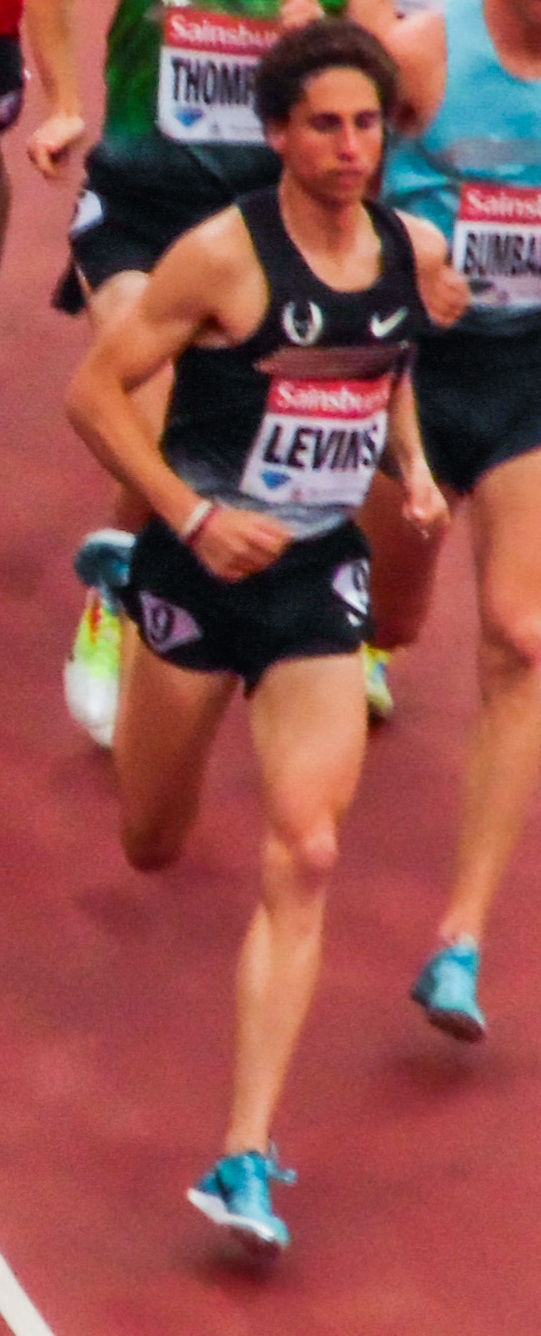
Cameron Levins – Rang vierzehn
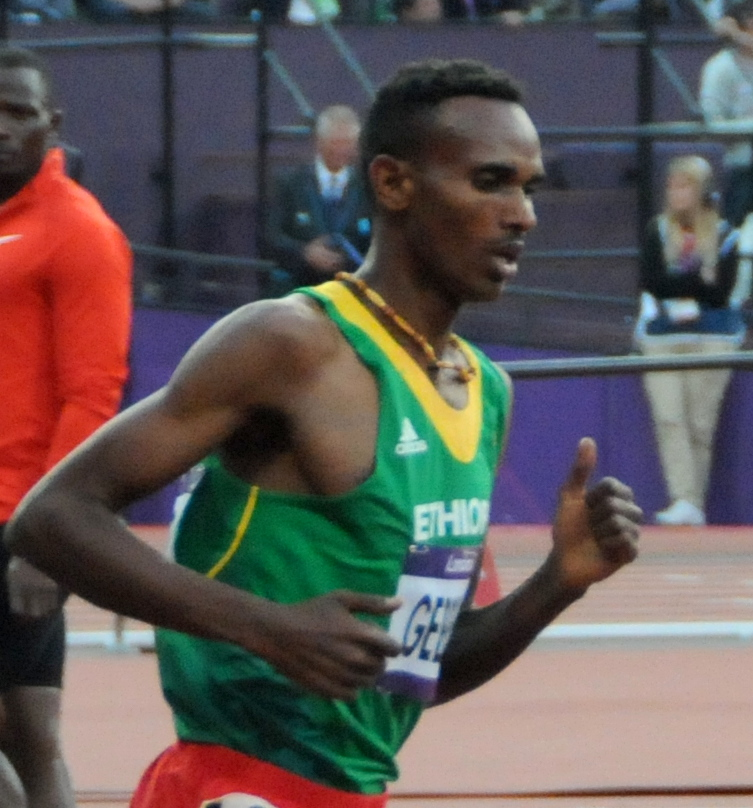
Dejen Gebremeskel, 2011 WM-Dritter über 5000 Meter – Rang sechzehn
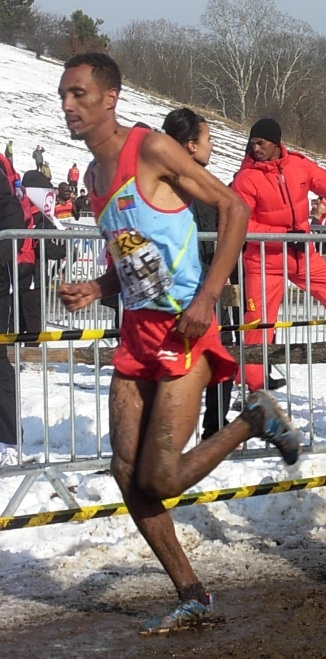
Goitom Kifle – Rang siebzehn
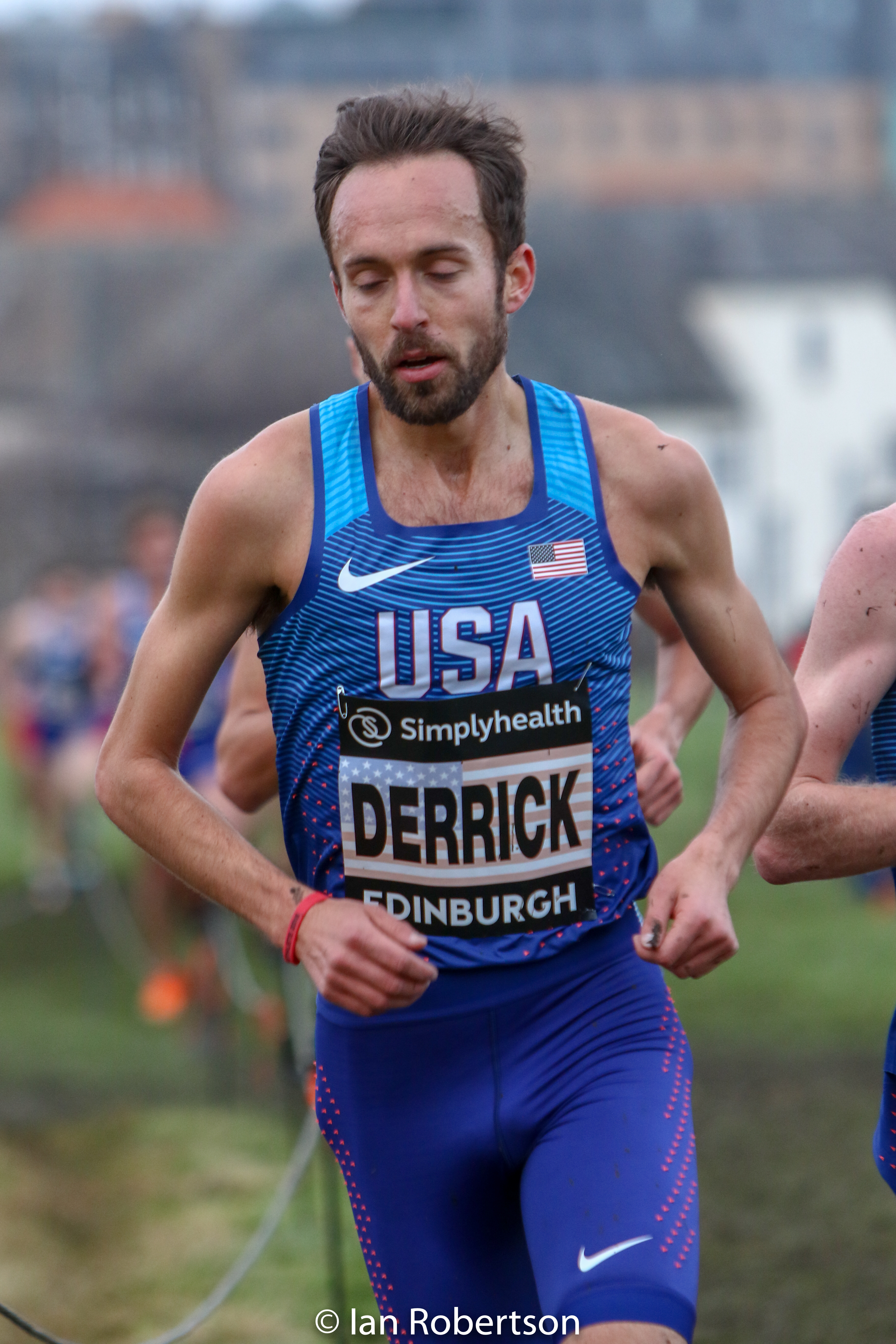
Chris Derrick – Rang achtzehn
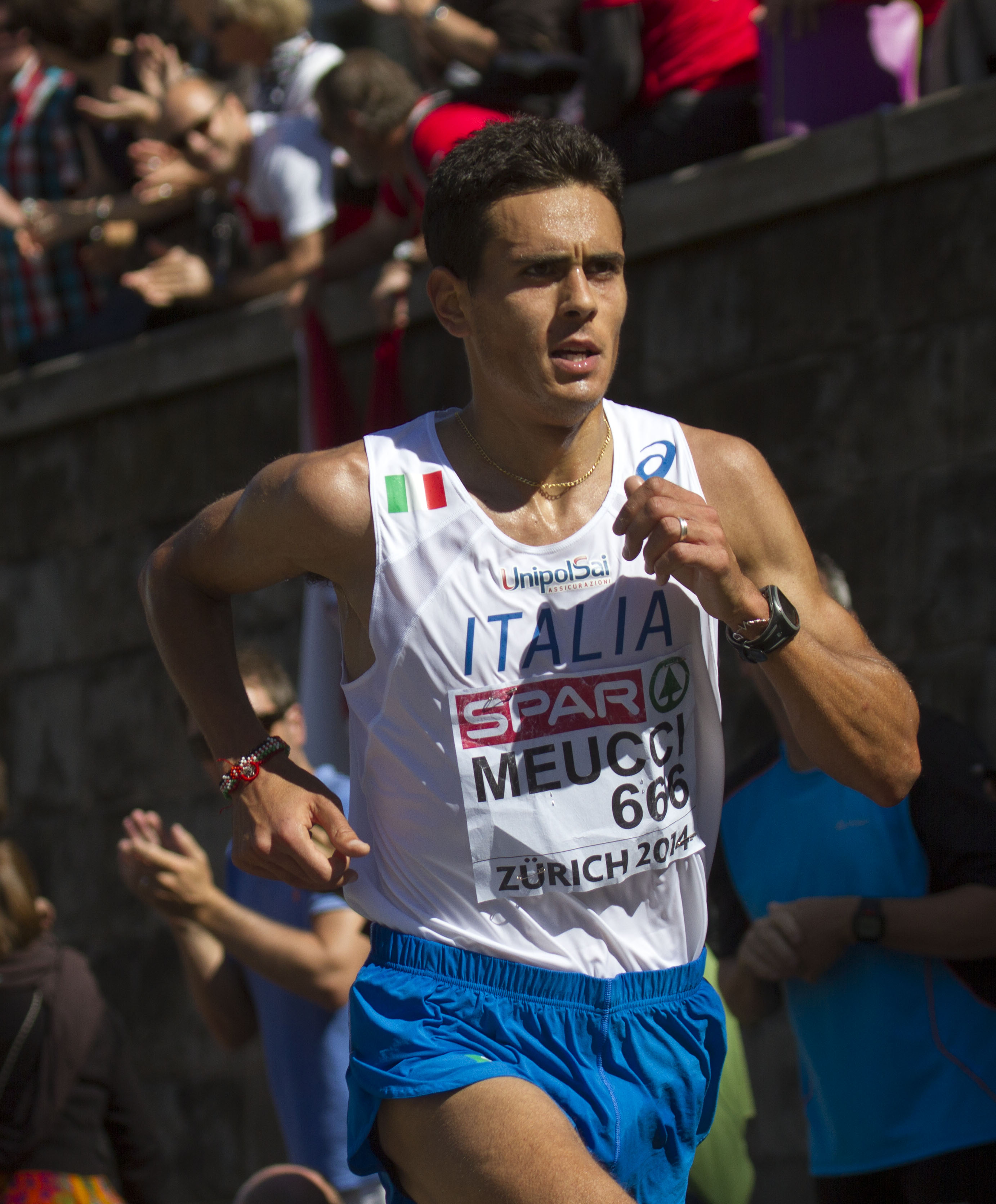
Daniele Meucci – Rang neunzehn

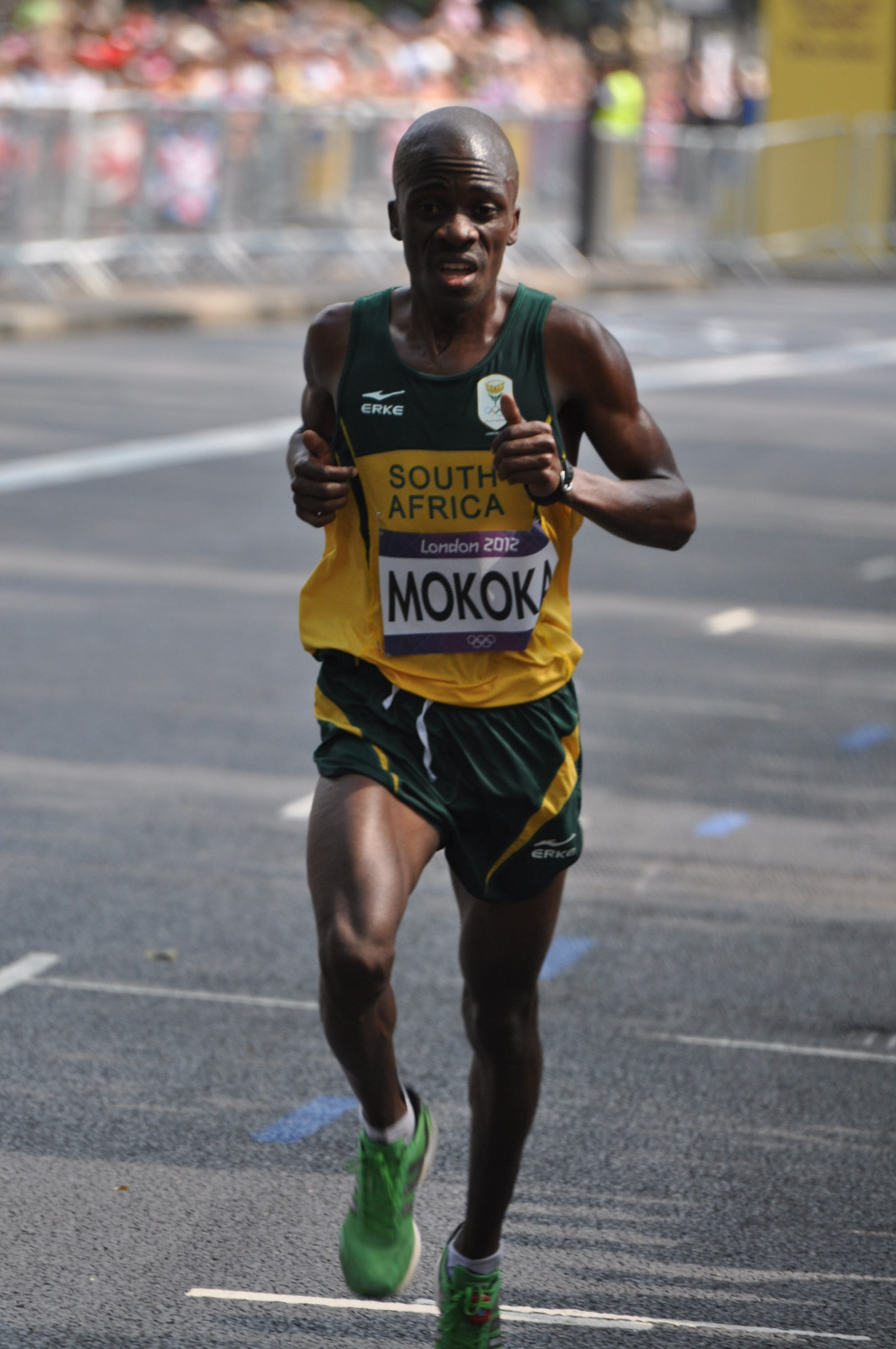
Stephen Mokoka – Rang zwanzig
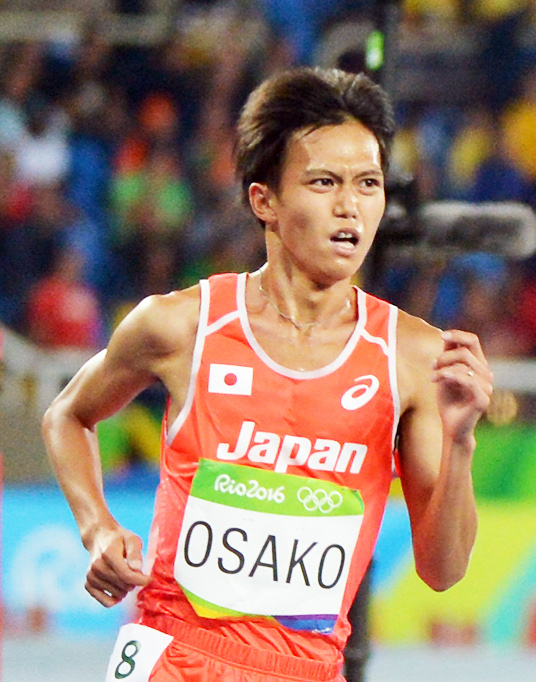
Suguru Ōsako – Rang 21
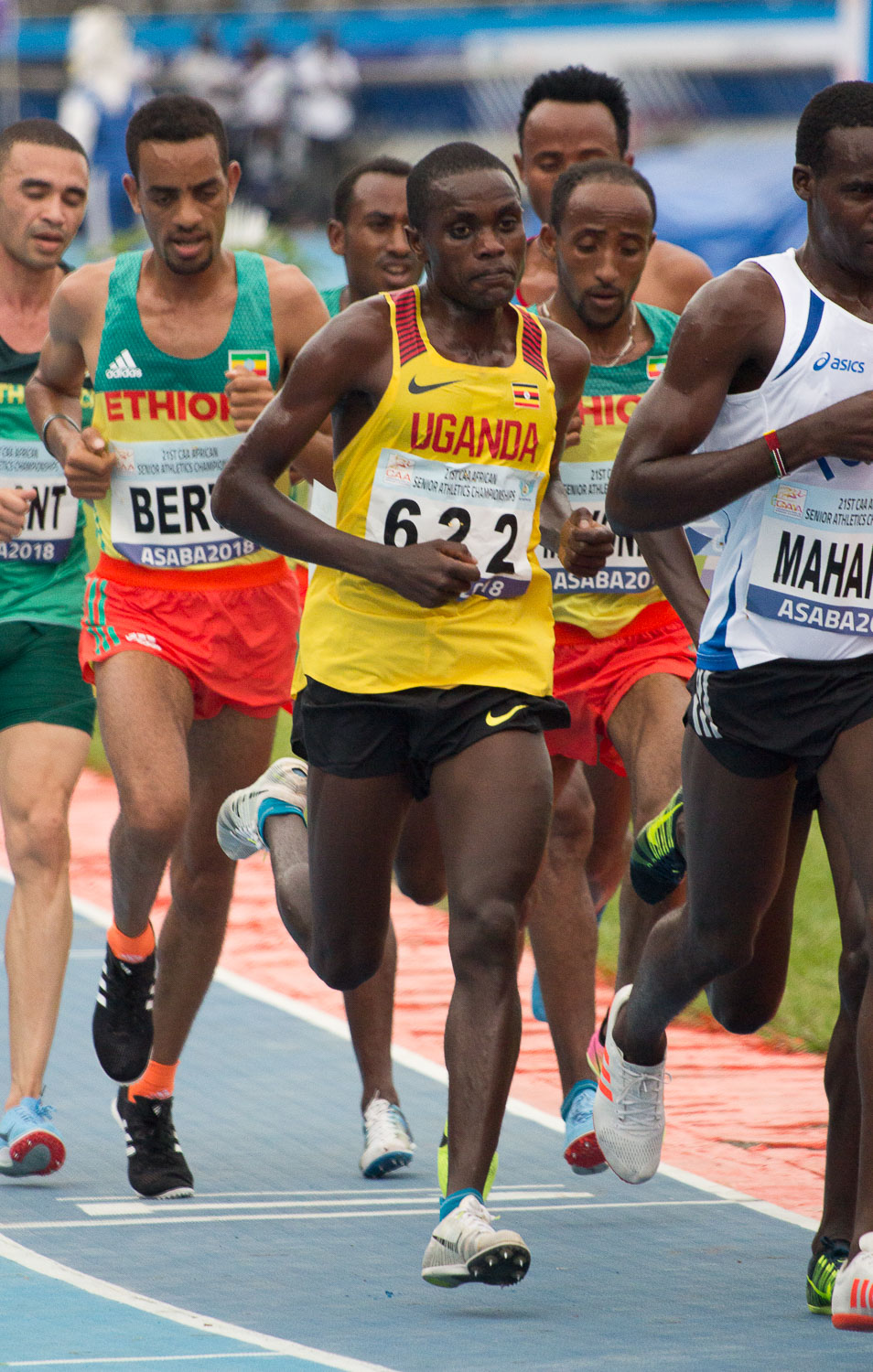
Timothy Toroitich (gelbes Trikot) – Rang 22
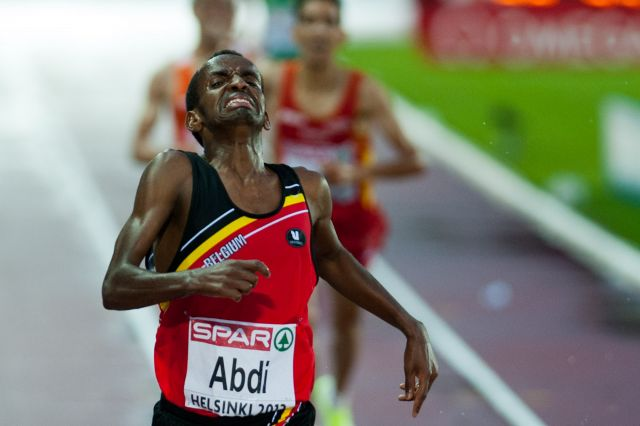
Bashir Abdi – Rang 23
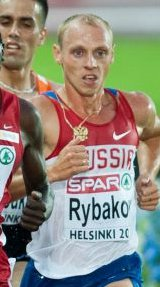
Jewgeni Rybakow – Rang 25
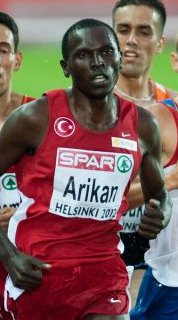
Polat Kemboi Arıkan – Rennen nicht beendet
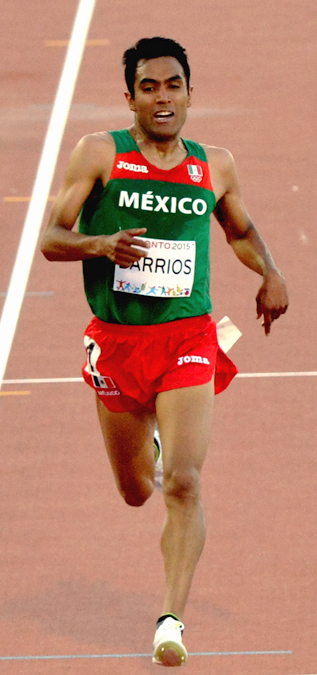
Juan Luis Barrios – Rennen nicht beendet
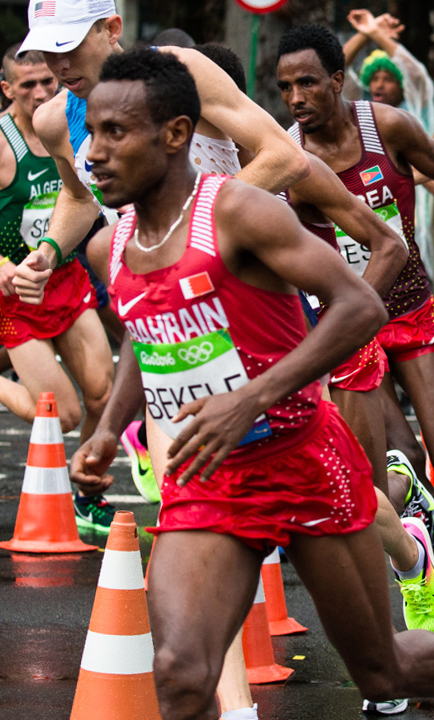
Alemu Bekele – Rennen nicht beendet
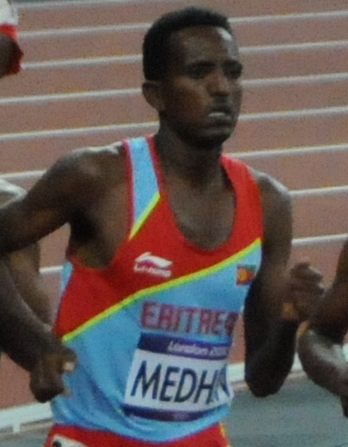
Teklemariam Medhin – Rennen nicht beendet
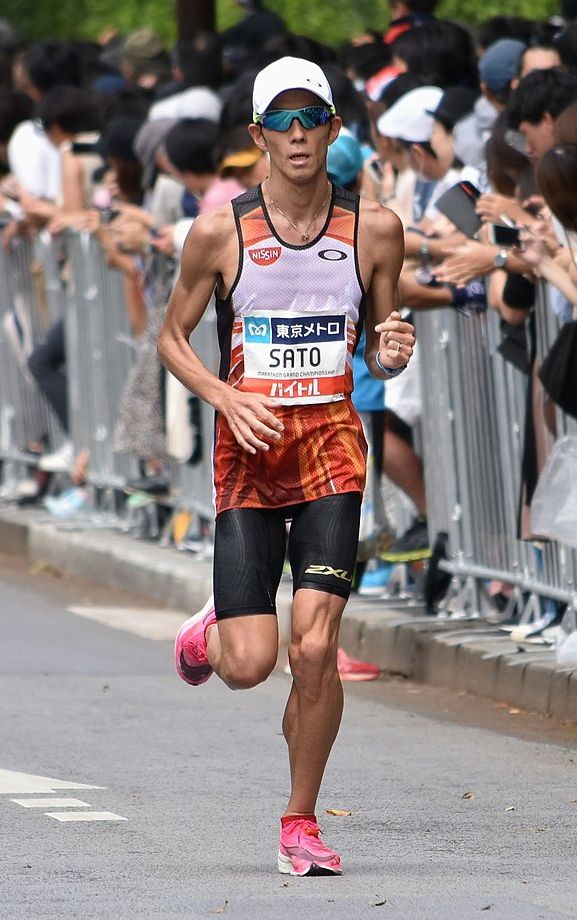
Yūki Satō – Rennen nicht beendet
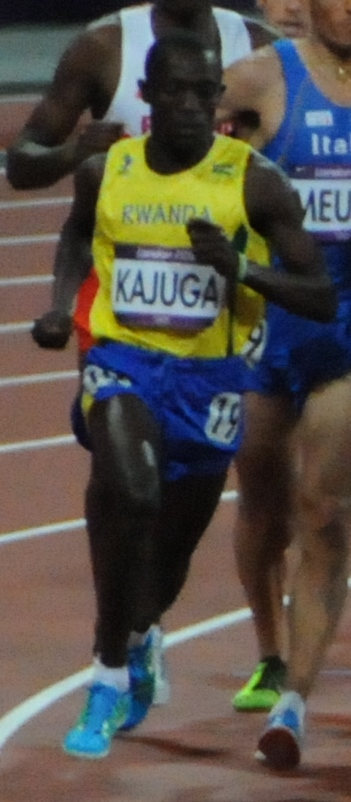
Robert Kajuga – Rennen nicht beendet

## Video
- Mo Farah wins 10,000m title at World Championships in Moscow, youtube.com, abgerufen am 22. Juli 2017